# São Moritz
São Moritz ou São Maurício (em francês:  Saint-Moritz, em alemão:  Sankt-Moritz, em italiano:  San Maurizio, em romanche:  San Murezzan),  é uma comuna da Suíça, no Cantão Grisões, com cerca de 5.029 habitantes.
Situada na região de Engadina, estende-se por uma área de 28,69 km², de densidade populacional de 175 hab/km². Confina com as seguintes comunas: Bever, Celerina/Schlarigna, Samedan, Silvaplana.
A língua oficial nesta comuna é o Alemão, sendo o Italiano a segunda língua falada pelos 22% dos habitantes, e  5,4% falam romanche, segundo as estatísticas de 2000.

## Toponímia
Em 1137/1139 aparece ad sanctum Mauricium numa cópia de um documento oficial e que se torna em 1296 sancti Mauricii, pelo que a sua origem provém da adoração a São Maurício.

## História
Mencionado  pela primeira vez por Paracelso em 1537 devido às nascentes de água ferruginosa está na base de diferentes descrições médicas. Nos séculos XVII e XVIII atiram principalmente os italianos, nomeadamente os dignitários da Casa de Bourbon-Parma e a primeira análise química data  de 1674 e o um estabelecimento termal é aberto em 1832.

## Desporto
A partir de 1864  a localidade desenvolve-se principalmente pela chegada dos primeiros alpinista e ao mesmo tempo dos desportistas ingleses que introduzem nos anos 1880 os "desportos de inverno" como o curling, o skeleton e o bobsleigh cuja primeira pista foi aberta em 1890), antes que o esqui se imponha como " o desporto invernal". Rapidamente torna-se uma estância mundana de repouso e desporto de primeira ordem na Europa e, por exemplo, São Moritz foi a primeira comuna suíça a eletrificar a iluminação pública em 1878 e a inaugurar um telesquis em 1935.
O desenvolvimento de São Moritz como estação de desporto está diretamente ligado à criação de  Megève na França e mesmo ao facto de ter sido escolhida como sede dos Jogos Olímpicos de Inverno de 1928 e dos Jogos Olímpicos de Inverno de 1948.